# فريق أمريكا: الشرطة العالمية (فلم)
فريق أمريكا: الشرطة العالمية  (بالإنجليزية: Team America: World Police) هو فيلم حركة تم إنتاجه في الولايات المتحدة وصدر في سنة 2004. الفيلم من إخراج تري باركر وكتابة تري باركر ومات ستون.

## بطولة
- تري باركر
- مات ستون

## الميزانية والإيرادات
بلغت تكلفة إنتاج الفيلم حوالي 32 مليون دولار بينما حقق أرباحا تقدر بـ 50,907,422 دولار.

## وصلات خارجية
- مقالات تستعمل روابط فنية بلا صلة مع ويكي بيانات